# 真正的社会主义
“真正的”社会主义，又称德国的社会主义，是19世纪40年代流行于德国知识分子中的一种小资产阶级思潮，也是空想社会主义在德国流行的一种特殊形式。其代表人物有赫斯、格律恩、吕宁、克利盖等。格律恩于1846年在《从人的观点论歌德》一文中首次使用“真正的社会主义”的概念，之后它的拥护者不断重复这一概念，因而得名。马克思和恩格斯等马克思主义者曾对该思潮做出批判。

## 理论渊源
19世纪40年代，法国和英国已经经历了资产阶级革命，资产阶级已经推翻封建贵族的统治而使自己成为本国统治阶级。但当时的德国“是一个基于手工劳动的手工业和家庭工业国家”（恩格斯语），资产阶级还不是像法国、英国那样成为了本国的统治阶级，乡村貴族还统治着工业和商业。与手工业和家庭工业的经济基础相适应，当时的德国存在着一个人数众多的小资产阶级。
德国的社会主义在1848年以前很久就产生了。起初它有两个独立的派别。一方面是纯粹工人运动，即法国工人共产主义的支流；这个运动产生了作为它的发展阶段之一的魏特林的空想共产主义。其次是由于黑格尔哲学的解体而产生的理论运动；在这一派中马克思的名字从一开始就占有统治地位。1848年1月出现的“共产主义宣言”标志着两个派别的融合，这个融合是在革命熔炉中完成和巩固起来的，在这革命的熔炉中，他们所有的人，不论工人还是过去的哲学家，都同样地为了共同的幸福而冒了生命的危险。——恩格斯，《德国的社会主义》，1891
由于资本主义工商业的发展，这种以手工劳动为基础的手工业和家庭工业受到威胁，小资产阶级的生活方式受到破坏。马克思认为，这些小资产阶级一方面由于资产阶级资本的集中，另一方面由于无产阶级运动的高涨，而“胆战心惊”，认为“真正的”社会主义可以“一箭双雕”，保全当时德国现存的小资产阶级制度，于是这种思潮“就如瘟疫一般地流行起来了”，并由格律恩、克利盖引入国际工人组织“正义者同盟”，成为国际工人运动中的机会主义派别。

## 理论内容和批判
“真正的”社会主义实际上是将形成于法国的空想社会主义的发展与德国哲学的发展综合在一起。“真正的“社会主义被这种学说的支持者说成是“民族的骄傲和邻国人民所羡慕的对象”，这种学说对德国的工人运动也曾产生过影响。
但马克思认为，“真正的”社会主义歪曲了法国空想社会主义者的思想和理论，只剩下它空想的消极方面，并且，思想理论是阶级斗争的反映，而“真正的社会主义者”认为外国的社会主义著作不是实践的结果，而只是理论的著作，没有将其与社会实践联系起来，完全割裂了法国文献同现实运动，同现实关系的社会文献，同现实社会的联系，而任意的把法国文献同德国黑格尔和费尔巴哈的哲学体系相联系起来 。“真正的”社会主义将英法的共产主义思想从其现实运动中分离出来，并在概念上与德国哲学进行任意的嫁接。他们企图用德国的意识形态来阐明社会主义和共产主义文献的思想， 而这些思想对他们来说是无法理解的，因为他们将这些文献与现实活动割裂开来，又用哲学的意识（即德国哲学的意识）来看待它们。
德国的哲学家、半哲学家和美文学家，贪婪地抓住了这种文献，不过他们忘记了：在这种著作从法国搬到德国的时候，法国的生活条件却没有同时搬过去。在德国的条件下，法国的文献完全失去了直接实践的意义，而只具有纯粹文献的形式。它必然表现为关于真正的社会、关于实现人的本质的无谓思辨。这样，第一次法国革命的要求，在18世纪的德国哲学家看来，不过是一般“实践理性”的要求，而革命的法国资产阶级的意志的表现，在他们心目中就是纯粹意志、本来的意志、真正人的意志的规律。——马克思、恩格斯，《共产党宣言》，1848
它反对共产主义、主张人道主义，鼓吹一种超阶级的“爱”，主张“用爱把一切人团结起来”，用“仁慈博爱”的话去感动统治者，以此来获得无产阶级的解放，即试图用抽象的“博爱”“人性”等道德说教来代替阶级和阶级斗争，反对暴力革命。格律恩说：“在任何情况下，只有人道主义的世界观才能开辟通向人类未来社会的道路。”克利盖宣扬共产主义是“爱的王国”“爱的世界”“爱和自制可以获得一切”“爱万岁”等。马克思认为“它沉溺在令人厌恶的美文学和泛爱的空谈中了”。
在1846年正义者同盟的一次特别会议上，通过了恩格斯写的《反克利盖通告》。该文中指出：“真正的社会主义”只是一种荒诞的理想，这种梦想就像企图使一切人都变成帝王和教皇一样，即无法实现，也不是共产主义的。为了批判这一思潮，共产主义通讯委员会委派恩格斯到法国进行工作。恩格斯与格律恩及其信徒展开了激烈的辩论，争论中心为“是否要走暴力革命的道路”，有次一连辩论了三个晚上。最后“真正的社会主义”被击溃，会议以十二比二支持恩格斯结束。